# 1940 au Manitoba
Chronologie du Manitoba
- 1936
- 1937
- 1938
- 1939
- 1940
- 1941
- 1942
- 1943
- 1944

Cette page concerne des événements survenus en 1940 dans la province canadienne du Manitoba.

## Politique
- Premier ministre : John Bracken
- Chef de l'Opposition :
- Lieutenant-gouverneur : William Johnson Tupper puis Roland Fairbairn McWilliams
- Législature :

## Naissances
- 11 décembre : Dave Richardson (né à Saint-Boniface), joueur professionnel de hockey sur glace canadien.

- 25 décembre : Marshall E. Rothstein (né à Winnipeg), juge puîné de la Cour suprême du Canada.